# Monique Ohsan Bellepeau
Monique Ohsan Bellepeau, född 1942, var president i Mauritius 2015. 